# 王先生
《王先生》是中国漫画家叶浅予画的长篇连环漫画，也有由此改编的电影。曾在三四十年代风靡大半个中国，1927年被创作，最初名叫《上海人》，但因为有点“以偏概全”所以定名为《王先生》。原本反映上海生活，还有一个“南京版”的续篇《小陈留京外史》。揭示出民国时期官僚们的嘴脸。